# Kościół św. Mikołaja w Siedlęcinie
Kościół św. Mikołaja – rzymskokatolicki kościół parafialny należący do dekanatu Jelenia Góra Zachód diecezji legnickiej.

## Historia i architektura
Kościół pw. św. Mikołaja był wzniesiony zapewne w pocz. XIV w., choć wzmiankowany dopiero w 1399, przebudowany w XVII i XVIII w. i wielokrotnie remontowany, m.in. w latach 1915 i 1958. Gotycki, orientowany, murowany, jednonawowy z dwuprzęsłowym prezbiterium nakrytym sklepieniem krzyżowym, wieża na osi korpusu zakończona drewnianym gankiem i oktagonalnym hełmem. Dachy dwuspadowe, w elewacjach dwa ostrołukowe portale z okutymi drzwiami, od północy kaplica sklepiona kolebą z lunetami. We wnętrzu zachowały się dwa ostrołukowe portale z okuciami na drewnianych drzwiach, barokowy ołtarz główny z 1696 r., dwa ołtarze boczne z XVIII w., ambona, prospekt z organami z końca XVIII w., w kaplicy krucyfiks z około 1500.

## Galeria

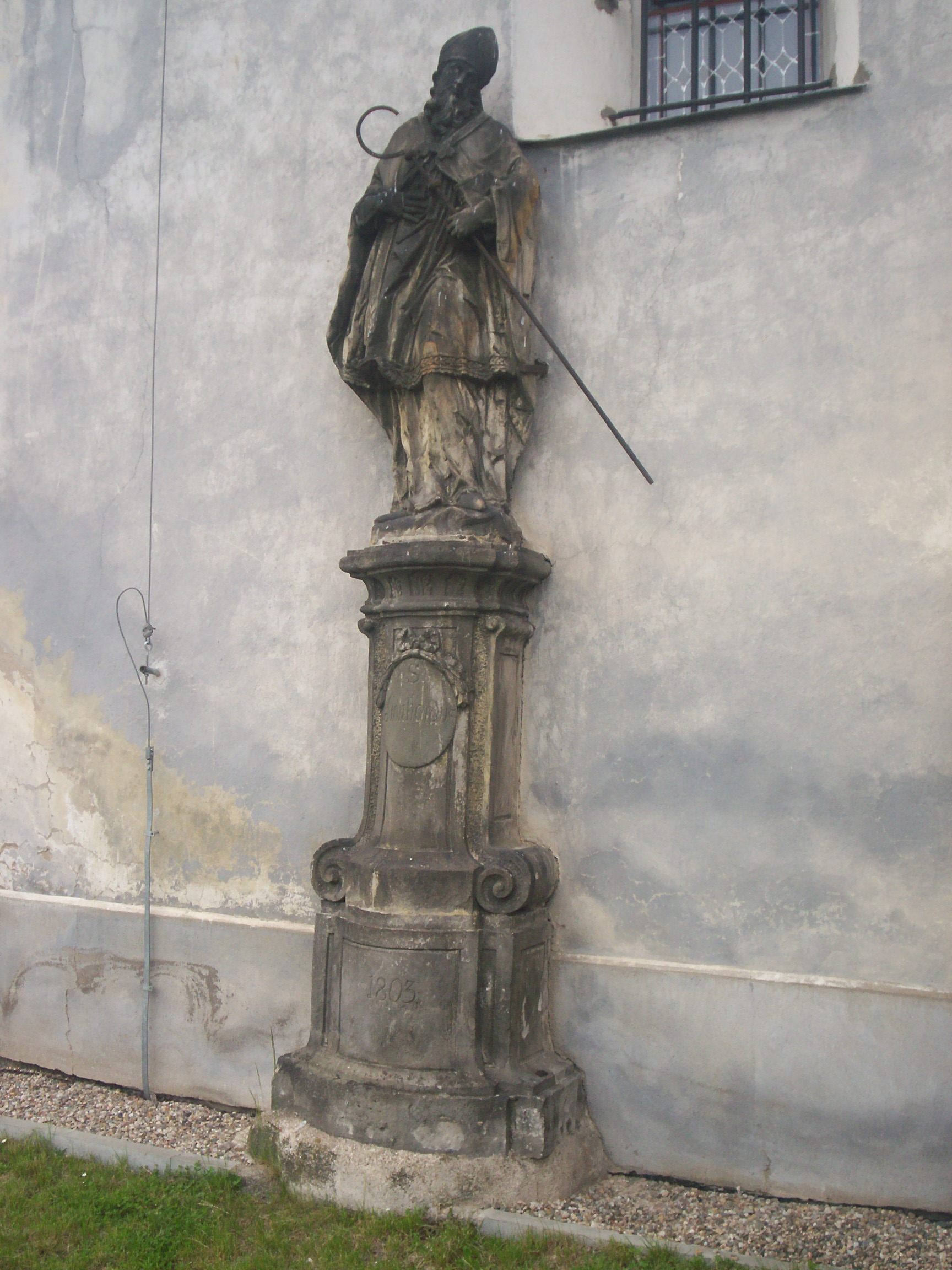
Figura św. Leonarda z 1802
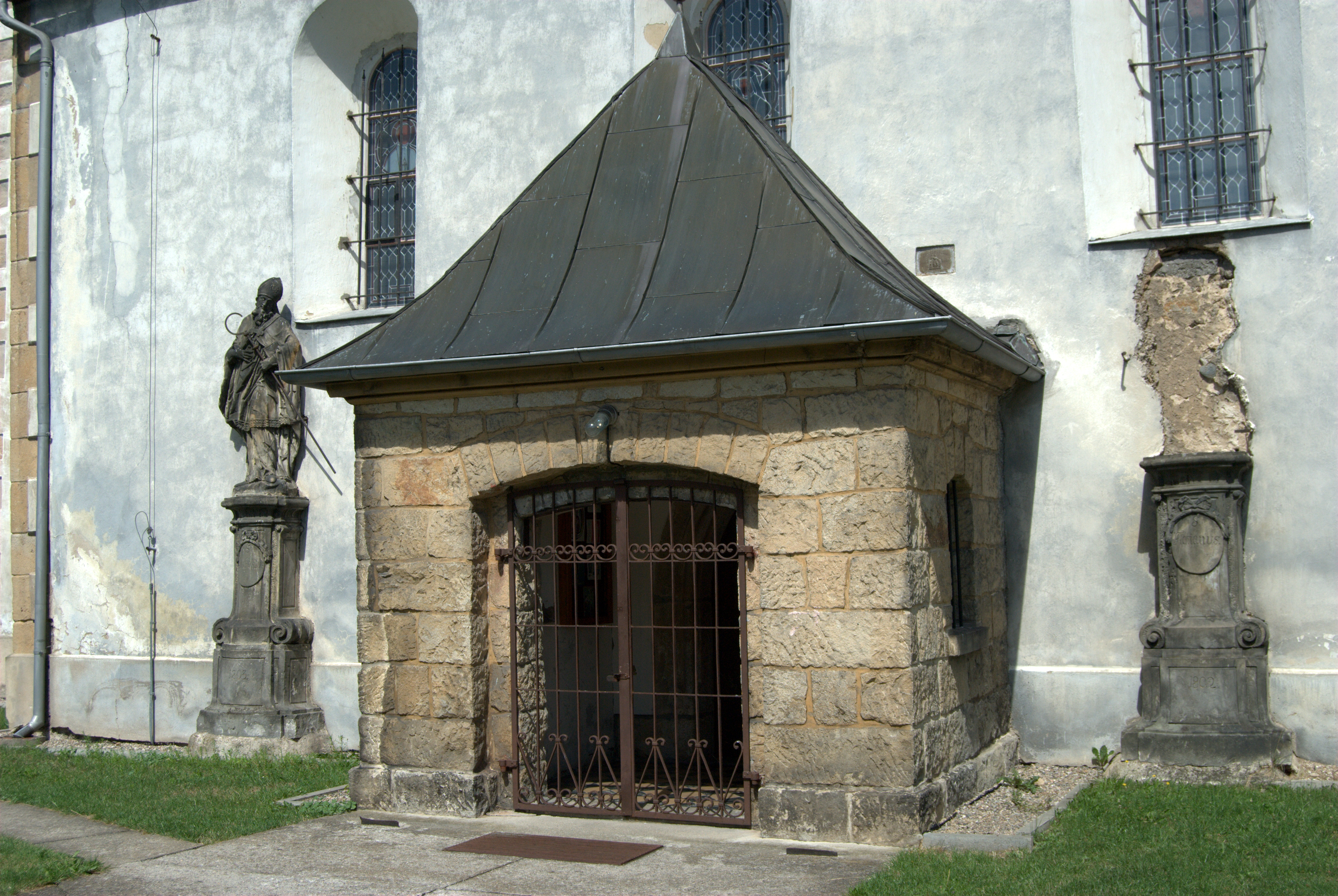
Wejście do kościoła
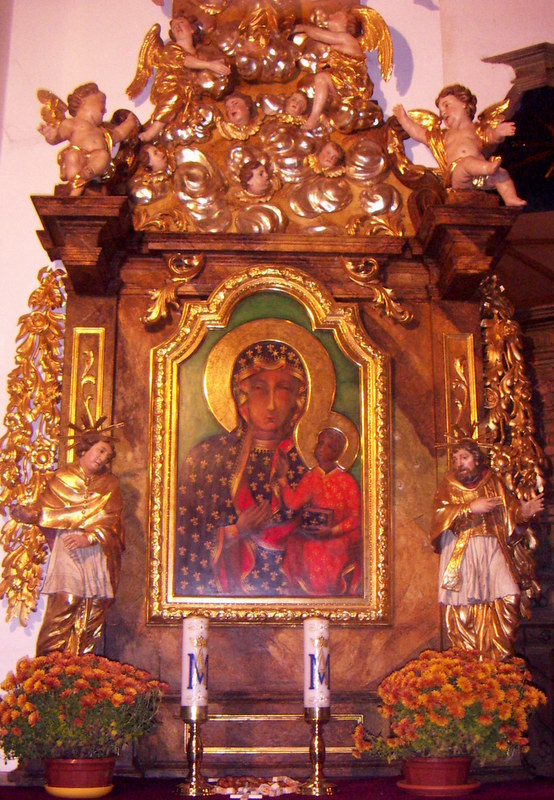
Ołtarz główny